# Ken Matsumoto
Ken Matsumoto (松本 憲 Matsumoto Ken?, nacido el 28 de agosto de 1987 en Kanagawa) es un exfutbolista japonés. Jugaba de centrocampista y su último club fue el Zwegabin United FC.

## Trayectoria

### Clubes
| Club                     | País      | Año         |
| ------------------------ | --------- | ----------- |
| JEF United Chiba         | Japón     | 2006 - 2008 |
| Albirex Niigata Singapur | Singapur  | 2009 - 2010 |
| Sisaket FC               | Tailandia | 2011        |
| YSCC Yokohama            | Japón     | 2011        |
| Grulla Morioka           | Japón     | 2012        |
| Zwegabin United FC       | Birmania  | 2013        |

## Palmarés

### Títulos nacionales
| Título         | Club             | País  | Año  |
| -------------- | ---------------- | ----- | ---- |
| Copa J. League | JEF United Chiba | Japón | 2006 |